# Địa chấn học
Địa chấn học là một lĩnh vực quan trọng của địa vật lý, là khoa học nghiên cứu về động đất và sự lan truyền sóng địa chấn (Seismic waves) trong Trái Đất hoặc hành tinh tương tự khác.
Thuật ngữ Seismology có nguồn từ tiếng Hy Lạp σεισμός (động đất) và -λογία (nghiên cứu). Địa chấn học nghiên cứu về động đất do các nguồn khác nhau, như quá trình kiến tạo, núi lửa, đại dương, khí quyển, và các nguồn nhân tạo. Nó nghiên cứu cả tác động động đất tới môi trường như sóng thần.
Những nghiên cứu để thu được thông tin về các trận động đất trong quá khứ thì tập hợp trong Cổ địa chấn (Paleoseismology).
Địa chấn học bao gồm địa chấn lớn (Seismology), và phần ứng dụng là thăm dò địa chấn (Seismic exploration) để khảo sát địa chất, môi trường và thăm dò tài nguyên khoáng sản.

## Các loại sóng địa chấn
Sóng địa chấn (Seismic wave) là dạng sóng cơ học chứa năng lượng và lan truyền trên mặt hay trong lòng Trái Đất hoặc hành tinh khác.
Sự khác nhau về cách thức lan truyền, đặc trưng dao động của phần tử môi trường,... dẫn đến việc phân chia ra các loại sóng địa chấn. Sự khác biệt lớn nhất là giữa sóng khối (Body waves) và sóng mặt (Surface waves).

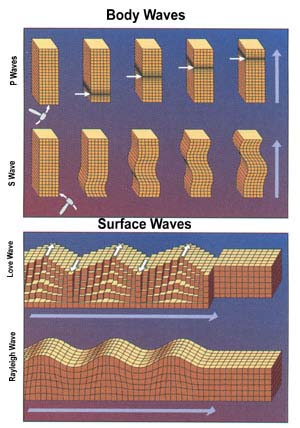
Sóng khối: P, S, và sóng mặt: Love, Rayleigh

### Sóng khối
Sóng khối (Body waves) truyền qua phần bên trong của Trái Đất. Nó tạo ra đường tia sóng (raypath) bị cong hay khúc xạ do các thay đổi mật độ và modul (độ cứng) ở phần bên trong của Trái Đất. Mật độ và modul thay đổi tùy theo nhiệt độ, thành phần, và pha của vật chất. Hiệu ứng này tương tự như sự khúc xạ của sóng ánh sáng.
Sóng khối có hai loại chính:
- Sóng sơ cấp (Primary waves) hay sóng dọc, sóng P, là sóng có phương dao động của hạt môi trường xảy ra dọc theo phương truyền. Sóng P là sóng nén, sóng áp suất, truyền nhanh hơn sóng khác. Trong quan sát động đất nó đến trạm địa chấn đầu tiên, nên có tên là sơ cấp (Primary). Sóng này có thể đi qua loại vật liệu bất kỳ, gồm cả chất lỏng, khí, và có thể truyền nhanh gần gấp đôi so với tốc độ của sóng S. Trong địa vật lý thăm dò quen dùng thuật ngữ sóng dọc để chỉ sóng P.
- Sóng thứ cấp (Secondary waves) hay sóng ngang (Shear waves), sóng S, là sóng có phương dao động của hạt môi trường ngang theo phương truyền. Sóng S truyền chậm hơn sóng P, giá trị thường cỡ 60% tốc độ sóng P ở cùng môi trường đó. Trong quan sát động đất nó đến trạm địa chấn sau sóng P, nên có tên là thứ cấp (Secondary). Sóng S chỉ truyền trong chất rắn hoặc thể vô định hình gần rắn, không truyền qua chất lỏng và khí. Trong địa vật lý thăm dò quen dùng thuật ngữ sóng ngang để chỉ sóng S.

### Sóng mặt
Sóng mặt (Surface waves) lan truyền trên bề mặt, là mặt tiếp giáp giữa các pha của vật chất là rắn-không khí, nước-không khí, và rắn-lỏng. Bùn nhão phủ trên đá cứng có thể xem là gần lỏng và sóng mặt xuất hiện ở mặt đá cứng. Sóng mặt lan truyền chậm hơn sóng khối (P và S), và dao động của hạt môi trường có dạng phức tạp, nhưng biên độ giảm dần theo độ sâu. Trong trận động đất mạnh, sóng mặt có thể có biên độ của một vài cm, và là sóng gây phá hủy.
- Sóng Rayleigh (Rayleigh wave), còn gọi là rung cuộn mặt đất (Ground roll), là sóng mặt lan truyền có gợn sóng tương tự như sóng trên mặt nước. Sự tồn tại của các sóng này được Lord Rayleigh, dự báo vào năm 1885, và sau đó đặt theo tên ông. Sóng truyền chậm hơn sóng khối, vào khoảng 90% tốc độ sóng S cho môi trường đàn hồi đồng nhất điển hình. Trong môi trường phân lớp (như lớp vỏ và lớp manti trên) tốc độ sóng Rayleigh phụ thuộc vào tần số và bước sóng.
- Sóng Love (Love wave) là sóng mặt ngang phân cực ngang (sóng SH), chỉ xuất hiện trong môi trường nừa không gian vô hạn bị phủ bởi một lớp có bề dày hữu hạn. Chúng được đặt tên theo nhà toán học người Anh A.E.H. Love, người tạo ra một mô hình toán học của sóng năm 1911. Sóng lan nhanh hơn sóng Rayleigh một chút, vào khoảng 90% tốc độ sóng S, và có biên độ lớn nhất.

## Thăm dò địa chấn
Thăm dò địa chấn là tập hợp các phương pháp địa chấn dùng các nguồn có kiểm soát như nổ mìn, rung, đập, các nguồn phát chuyên dụng (Seismic Source),... phát sóng địa chấn vào môi trường đất đá hoặc nước, và bố trí quan sát thích hợp để thu được trường sóng địa chấn. Quan sát trường sóng được tập hợp thành băng ghi địa chấn. Xử lý phân tích các băng ghi sẽ thu được phân bố các ranh giới địa chấn, tốc độ truyền sóng và đặc trưng truyền, từ đó giải đoán ra cấu trúc địa chất, thành phần, tính chất, trạng thái đất đá dưới sâu hoặc độ sâu, hoặc trạng thái đáy nước.
Nó phục vụ giải quyết các nhiệm vụ địa chất khác nhau, như nghiên cứu cấu trúc vỏ Trái Đất, tìm kiếm thăm dò dầu khí, tài nguyên khoáng sản, hải dương học, địa chất biển, vẽ bản đồ địa hình vùng nước và biển, khảo sát địa chất thủy văn và địa chất công trình, khảo cổ học, tìm vật bị chìm dưới nước như tàu thuyền cầu cống,...
Thăm dò địa chấn có thể chia ra theo mục tiêu khảo sát và phương cách quan sát, xử lý số liệu ra các phương pháp như sau:
- Địa chấn phản xạ (Seismic Reflection) [5][6]: Sử dụng sóng phản xạ để nghiên cứu thạch quyển, có thể đến độ sâu vài km, phục vụ tìm kiếm dầu khí và khoáng sản.
- Địa chấn nông phân giải cao (High Resolution Seismics) [7]: Dạng rút gọn của Địa chấn phản xạ với một kênh đo thực hiện trên vùng nước, phục vụ tìm kiếm khoáng sản, hải dương học, địa chất biển,...
- Địa chấn khúc xạ (Seismic Refraction, Imaging)[8]: Sử dụng sóng thứ cấp do hiện tượng khúc xạ sóng sinh ra, phục vụ khảo sát địa chất thủy văn và địa chất công trình, tìm kiếm khoáng sản,...
- Địa chấn mặt cắt thẳng đứng (Vertical Seismic Profiling, VSP) [9][10]: Quan sát trường sóng địa chấn trong lòng đất dọc theo hố khoan để thu được tham số tốc độ truyền các sóng, phục vụ liên kết cho tài liệu Địa chấn phản xạ.
- Sonar [11]: Các dụng cụ dùng sóng âm thanh, từ hạ âm đến siêu âm, để định vị và nghiên cứu các đối tượng trong lòng nước hoặc đáy nước, phục vụ các mục đích quân sự, hải dương học, địa chất biển, vẽ bản đồ địa hình vùng nước và biển, khảo cổ học, tìm vật bị chìm dưới nước, các nhu cầu dân sinh dò tìm luồng lạch cho tàu thuyền,...
- Vi địa chấn (Microtremor) [12][13]: Quan sát rung động của môi trường (Ambient Vibrations) do các nguồn ngẫu nhiên phát ra để nghiên cứu phản ứng nền móng công trình với sóng động đất trong địa kỹ thuật để phục vụ thiết kế kháng chấn công trình.
- Thí nghiệm địa chấn (Seismic Test) [14]: Tập hợp các thí nghiệm địa kỹ thuật dùng sóng địa chấn để đo tham số cơ lý đất đá trong hố khoan hoặc trên mặt đất, phục vụ khảo sát địa chất công trình.

## Nghiên cứu lòng Trái Đất

Mô hình cắt của Trái Đất từ trong nhân ra

Sóng địa chấn lan truyền và các ranh giới trong lòng Trái Đất

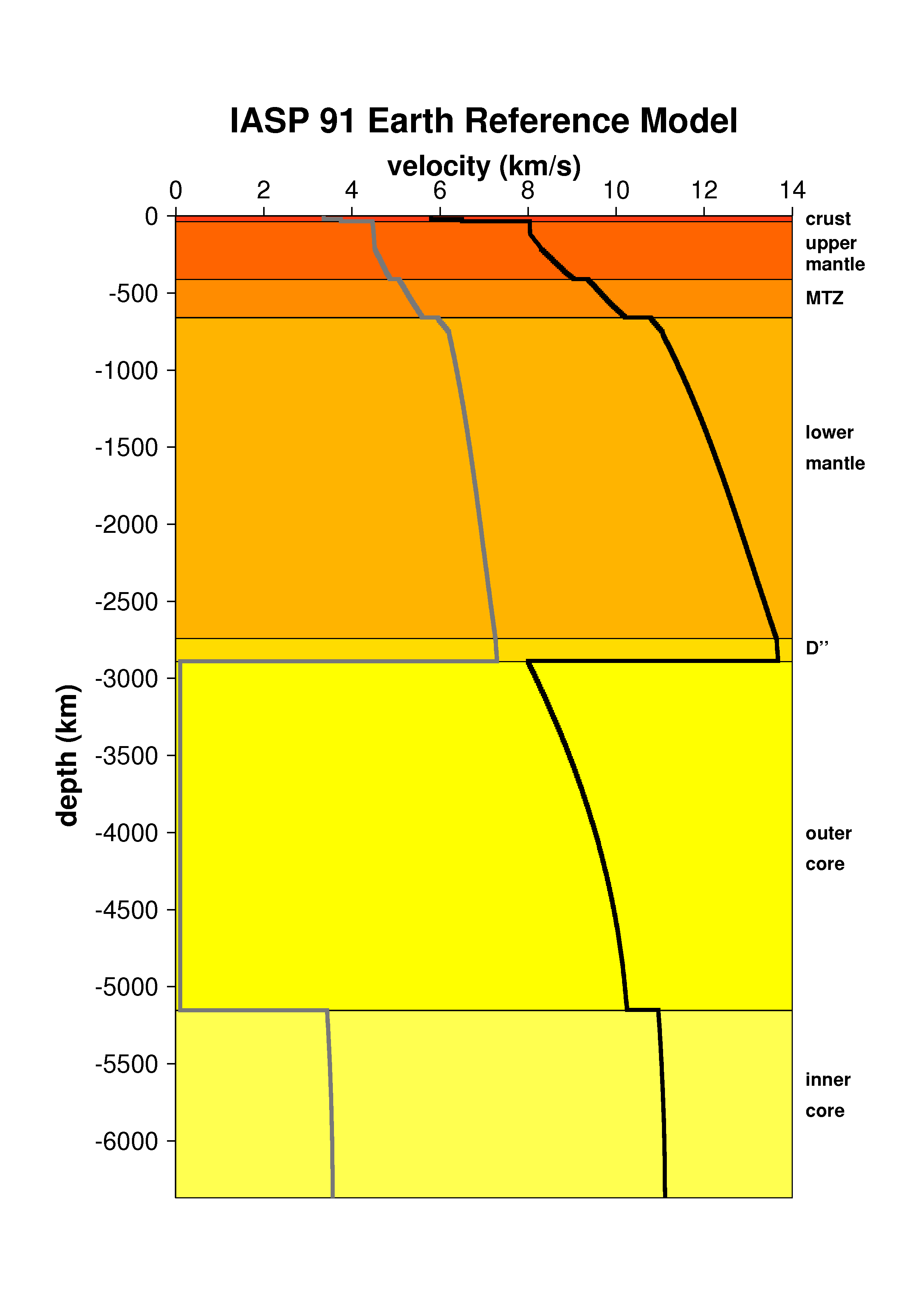
Sự thay đổi theo độ sâu của tốc độ truyền sóng P (đen) và sóng S (xám), theo mô hình IASP91

Vì các sóng địa chấn lan truyền và tương tác với các cấu trúc bên trong của Trái Đất, chúng cung cấp phương pháp phân giải cao để nghiên cứu bên trong của hành tinh.
Một trong những phát hiện quan trọng đầu tiên do Richard Dixon Oldham đưa ra năm 1906 và được Harold Jeffreys khẳng định năm 1926, là lõi ngoài Trái Đất là chất lỏng. Sóng S không truyền qua chất lỏng. Lõi lỏng gây ra một "vùng tối" về phía đối diện hành tinh, ở đó không quan sát thấy sóng S của các trận động đất. Ngoài ra, sóng P đi chậm hơn nhiều qua lõi ngoài so với lớp vỏ Manti.
Xử lý số liệu từ nhiều địa chấn kế (seismometers) để dựng ảnh chụp cắt lớp (tomography), các nhà địa chấn học đã lập được bản đồ lớp của Trái Đất với độ phân giải tầm vài trăm cây số. Điều này đã cho phép các nhà khoa học phát hiện các thành tố đối lưu (Convection cells), và yếu tố quy mô lớn khác như đới tốc độ siêu thấp (Ultra Low Velocity Zones) gần ranh giới lõi ngoài-lớp vỏ Manti.

## Dự báo động đất
Dự báo động đất (Earthquake prediction) là nỗ lực được nhiều thế hệ nhà địa chấn học hướng đến thực hiện, nhằm dự báo thời gian, địa điểm, cường độ và các tính trạng khác, kể cả xây dựng ra phương pháp dự báo như phương pháp VAN (VAN method). Song hiện vẫn chưa đạt được cho từng vụ động đất. Điều có thể là, dự báo tổng quát rủi ro địa chấn, ước tính xác suất của một trận động đất có quy mô cụ thể ảnh hưởng đến một địa điểm cụ thể trong một thời gian nhất định, và được sử dụng trong địa kỹ thuật để có giải pháp kháng chấn.
Tranh cãi công khai về dự báo động đất đã nổ ra sau khi nhà chức trách Italy truy tố sáu nhà địa chấn học và một quan chức chính phủ cho tội ngộ sát liên quan đến trận động đất cường độ 6,3 ở L'Aquila, Italy ngày 5/04/2009. Bản cáo trạng cho rằng, tại một cuộc họp đặc biệt tại L'Aquila tuần trước khi trận động đất xảy ra, các nhà khoa học và các quan chức đã quan tâm nhiều hơn đến ổn định lòng dân, hơn là cung cấp thông tin đầy đủ về nguy cơ động đất và chuẩn bị sẵn sàng đối phó. Nó thu hút được sự lên án của Hiệp hội Mỹ vì sự Tiến bộ của Khoa học (American Association for the Advancement of Science) và Hiệp hội Địa vật lý Mỹ (American Geophysical Union).

## Đối tượng nghiên cứu
- Thạch quyển
- Thủy quyển
- Khí quyển
- Trái Đất